# Helgesjön, Bohuslän
Helgesjön är en sjö i Lilla Edets kommun i Bohuslän och ingår i Göta älvs huvudavrinningsområde. Sjön har en area på 0,216 kvadratkilometer och ligger 119 meter över havet.

## Delavrinningsområde
Helgesjön ingår i det delavrinningsområde (644465-128394) som SMHI kallar för Ovan VDRID = Gårdaån i Göta älvs vattendragsyta. Medelhöjden är 71 meter över havet och ytan är 56,96 kvadratkilometer. Räknas de 3128 avrinningsområdena uppströms in blir den ackumulerade arean 47 638,33 kvadratkilometer. Avrinningsområdets utflöde Göta älv (Röa) mynnar i havet. Avrinningsområdet består mestadels av skog (61 procent) och jordbruk (15 procent). Avrinningsområdet har 4,47 kvadratkilometer vattenytor vilket ger det en sjöprocent på 7,8 procent. Bebyggelsen i området täcker en yta av 1,68 kvadratkilometer eller 3 procent av avrinningsområdet.